# W poszukiwaniu dróg. Nowe i stare kolędy
 W poszukiwaniu dróg. Nowe i stare kolędy – album studyjny kompozytora Zbigniewa Preisnera, wydany 27 listopada 2015 roku nakładem wytwórni Universal Music Polska. Na płycie pojawiło się siedem premierowych utworów oraz dwanaście z albumu Moje kolędy na koniec wieku.
Album uzyskał status platynowej płyty.

## Lista utworów
| Nr  | Tytuł utworu                                                          | Tekst               | Muzyka            | Długość |
| --- | --------------------------------------------------------------------- | ------------------- | ----------------- | ------- |
| 1.  | „Uśnij, chociaż lęk zagłusza” (Edyta Krzemień)                        | Ewa Lipska          | Zbigniew Preisner | 3:22    |
| 2.  | „Kolęda samotnych” (Edyta Krzemień)                                   | Jan Nowicki         | Zbigniew Preisner | 3:32    |
| 3.  | „Kolędnicy” (Asia Grela, Natalia Górniak, Magda Łataś, Natalia Małek) | Ewa Lipska          | Zbigniew Preisner | 2:27    |
| 4.  | „Przybieżeli pastuszkowie na grób” (Jan Karpiel Bułecka z zespołem)   | Ewa Lipska          | Zbigniew Preisner | 3:44    |
| 5.  | „Kolęda niepokoju” (Beata Rybotycka i Zbigniew Preisner)              | Ewa Lipska          | Zbigniew Preisner | 4:09    |
| 6.  | „Kolęda w drodze” (Maciej Balcar)                                     | Ewa Lipska          | Zbigniew Preisner | 3:23    |
| 7.  | „Pierwsza gwiazdka”                                                   | Instrumental        | Zbigniew Preisner | 2:53    |
| 8.  | „24 Grudnia każdego roku”                                             | Instrumental        | Sinfonia Varsovia | 2:24    |
| 9.  | „Całą noc padał śnieg” (Beata Rybotycka)                              | Marian Hemar        | Zbigniew Preisner | 3:26    |
| 10. | „Śpij Jezu Śpij” (Beata Rybotycka)                                    | Agata Miklaszewska  | Zbigniew Preisner | 4:17    |
| 11. | „Z tego będzie cud” (E. Towarnicka i Piotr Łykowski)                  | Szymon Mucha        | Zbigniew Preisner | 2:59    |
| 12. | „Kolęda warszawska” (Justyna Szafran)                                 | Stanisław Baliński  | Zbigniew Preisner | 4:06    |
| 13. | „Betlejem Polskie” (Anna Szałapak)                                    | Stanisław Skoneczny | Zbigniew Preisner | 4:22    |
| 14. | „To już pora na Wigilię” (Zespół Górali „Zakopiany”)                  | Wanda Chotomska     | Zbigniew Preisner | 4:27    |
| 15. | „Zima w Betlejem” (Beata Rybotycka)                                   | Agata Miklaszewska  | Zbigniew Preisner | 4:17    |
| 16. | „Kolęda dla Nieobecnych” (Beata Rybotycka)                            | Szymon Mucha        | Zbigniew Preisner | 5:51    |
| 17. | „Kolęda dla Piotra” (Zbigniew Preisner)                               | Jan Nowicki         | Zbigniew Preisner | 5:25    |
| 18. | „Kolęda Na Koniec Wieku” (Jacek Wójcicki)                             | Jan Nowicki         | Zbigniew Preisner | 8:14    |
| 19. | „Wigilijny czas”                                                      | Instrumental        | Sinfonia Varsovia | 4:21    |
|     |                                                                       |                     |                   | 1:17:39 |

## Kompozytor o albumie
Kolędy, wydane 16 lat temu, przez długi czas powstawały z myślą o Piwnicy pod Baranami. Uzbierała się ich cała płyta. Potem długo milczałem i główną inspiracją do komponowania były cztery wiersze Ewy Lipskiej, które pokazała mi rok temu. Poprosiłem też Janka Nowickiego, żeby napisał „Kolędę samotnych", bo wydaje mi się, że w święta zapominamy o ludziach, którzy spędzają Boże Narodzenie sami. I nie chodzi bynajmniej o ich fizyczną samotność, ale o tę najważniejszą – psychiczną, egzystencjalną. Ludzie nie wytrzymują ze sobą i to jest poważne pytanie, jak żyjemy. Pamiętajmy o nich.

## Twórcy

### Muzyka
- Dominik Wania – fortepian
- Jacek Królik – gitary
- Andy Pask – gitara basowa
- Sławomir Berny – instrumenty perkusyjne
- Monika Chrzanowska, Michał Półtorak – skrzypce
- Janusz Chrzanowski – altówka
- Magdalena Pluta – wiolonczela
- Jakub Mietła – akordeon
- Jan Karpiel Bułecka z zespołem – skrzypce, piszczałka pasterska, bas
- Orkiestra Sinfonia Varsovia
- Leszek Możdżer – fortepian
- Andy Pask i John Parricelli
- Chór Chłopięcy Filharmonii Krakowskiej

### Wokal
Edyta Krzemień, Maciej Balcar, Elżbieta Towarnicka, Beata Rybotycka, Jan Karpiel Bułecka z zespołem, Asia Grela z Natalią Górniak, Magdą Łataś i Natalią Małek, Justyna Szafran, Anna Szałapak, Jacek Wójcicki i Zespół Góralski „Zakopiany”

### Teksty
Ewa Lipska, Jan Nowicki, Agata Miklaszewska, Szymon Mucha, Stanisław Baliński, Stanisław Skoneczny, Wanda Chotomska, Agata Miklaszewska, Szymon Mucha.